# 福建临时省议会
福建临时省议会是中华民国福建省历史上的一个临时立法机关，前身是福建谘议局。
1912年1月，中华民国临时政府在南京成立后，指令各省都督将谘议局改组为临时省议会。根据福建都督公布的《福建临时省议会法》规定，临时省议会为监督本省地方官厅、议决法律的机关。议员的当选资格较为严格，须具备以下3个条件：一是年龄须在20岁以上；二是财产资格要求拥有5000元以上资产；三是教育程度须受过中学以上教育。议员总名额为101人，其中府、厅、州代表96人，海外侨领5人。
1912年5月31日，福建临时省议会举行第一次会议，设正副议长3人，常驻议员17人。宋渊源当选为议长，刘映奎、曹振懋当选为副议长，程树德当选为秘书长。
福建临时省议会存在期间，选举林翰、刘崇佑、李兆年、周翰、连贤基5人，作为福建省代表出席北京临时参议院；制定《福建暂行府县自治制并选举章程》和《福建暂行市乡自治制并选举章程》；先后议决议案60件。
1913年3月，福建省议会成立，取代福建临时省议会。